# Sông Công
Sông Công là một phụ lưu của sông Cầu.

## Dòng chảy
Sông Công (Xưa gọi Là Sông Giã và sông Mão),bắt nguồn từ vùng Đèo Khế,Đại Từ Và Định Hoá tỉnh Thái Nguyên, chảy theo hướng Tây Bắc-Đông Nam. Sau khi ra khỏi hồ Núi Cốc ở phía Tây thành phố Thái Nguyên, nó chia thành hai nhánh. Nhánh chính chảy qua trung tâm thành phố Sông Công, qua thành phố Phổ Yên để hội lưu với sông Cầu từ bên phải tại ranh giới ba xã, phường Thuận Thành (thành phố Phổ Yên), Trung Giã (huyện Sóc Sơn, Hà Nội) và Hợp Thịnh (huyện Hiệp Hòa tỉnh Bắc Giang). Nhánh phụ nhỏ hơn chảy qua phía Bắc thành phố Sông Công, huyện Phú Bình rồi chảy vào thị xã Phổ Yên để nối với sông Cầu tại ranh giới ba xã phường Tân Phú, Thuận Thành (thành phố Phổ Yên), Đại Thành (huyện Hiệp Hòa).
Sông này dài 96 km. Diện tích lưu vực 951 km², cao trung bình 224 m, độ dốc trung bình 27,3%, mật độ sông suối 1,20 km/km². Tổng lượng nước 0,794 km³ ứng với lưu lượng trung bình năm 25 m³/s, môđun dòng chảy năm 26 l/s.km². Mùa lũ từ tháng 6 đến tháng 10, chiếm 74,7% lượng nước cả năm; tháng 8 có lượng dòng chảy lớn nhất chiếm 19,30% lượng nước cả năm; tháng cạn kiệt nhất chiếm 1,8% lượng nước cả năm.

## Các sự tích
Sông Công cùng với Núi Cốc đã đi vào thi ca mang màu sắc huyền thoại trong bài hát Huyền thoại Hồ Núi Cốc của nhạc sĩ Phó Đức Phương. Nước của dòng sông Công được chặn lại tại huyện Đại Từ, tạo nên một hồ nhân tạo rộng lớn, cùng với rất nhiều hòn đảo lớn nhỏ mà trước đây là đồi núi. Sông Công, hồ Núi Cốc là công trình thủy lợi lớn có ý nghĩa trong phát triển kinh tế nông nghiệp, bảo vệ môi sinh, tạo một thắng cảnh nổi tiếng trong địa bàn tỉnh Thái Nguyên.
Dòng sông Công còn có tên là sông Giã (Giã hà) bởi thời thuộc Lương con sông này nằm trên đất châu Giã Năng, quê hương của người anh hùng Lý Bí. Nơi dòng sông chảy ngoặt về phía Đông (gần cầu Đa Phúc ngày nay) chính là làng Trấn, Trấn lỵ châu Giã Năng, nơi Lý Bí khởi binh từ đất Hoài Đức (Hà Nội ngày nay) vượt qua núi Sóc về đây bao vây rồi đánh bại giặc Lương.

## Danh nhân Bách Thổ
Dọc thung lũng sông Công đã sản sinh cho mảnh đất Thái Nguyên 3 vị tướng tài: Lưu Trung, Lưu Nhân Chú, Phạm Cuống và ba vị tiến sĩ: Đỗ Cận, Đàm Sâm, Đồng Doãn Giai.

## Hình ảnh

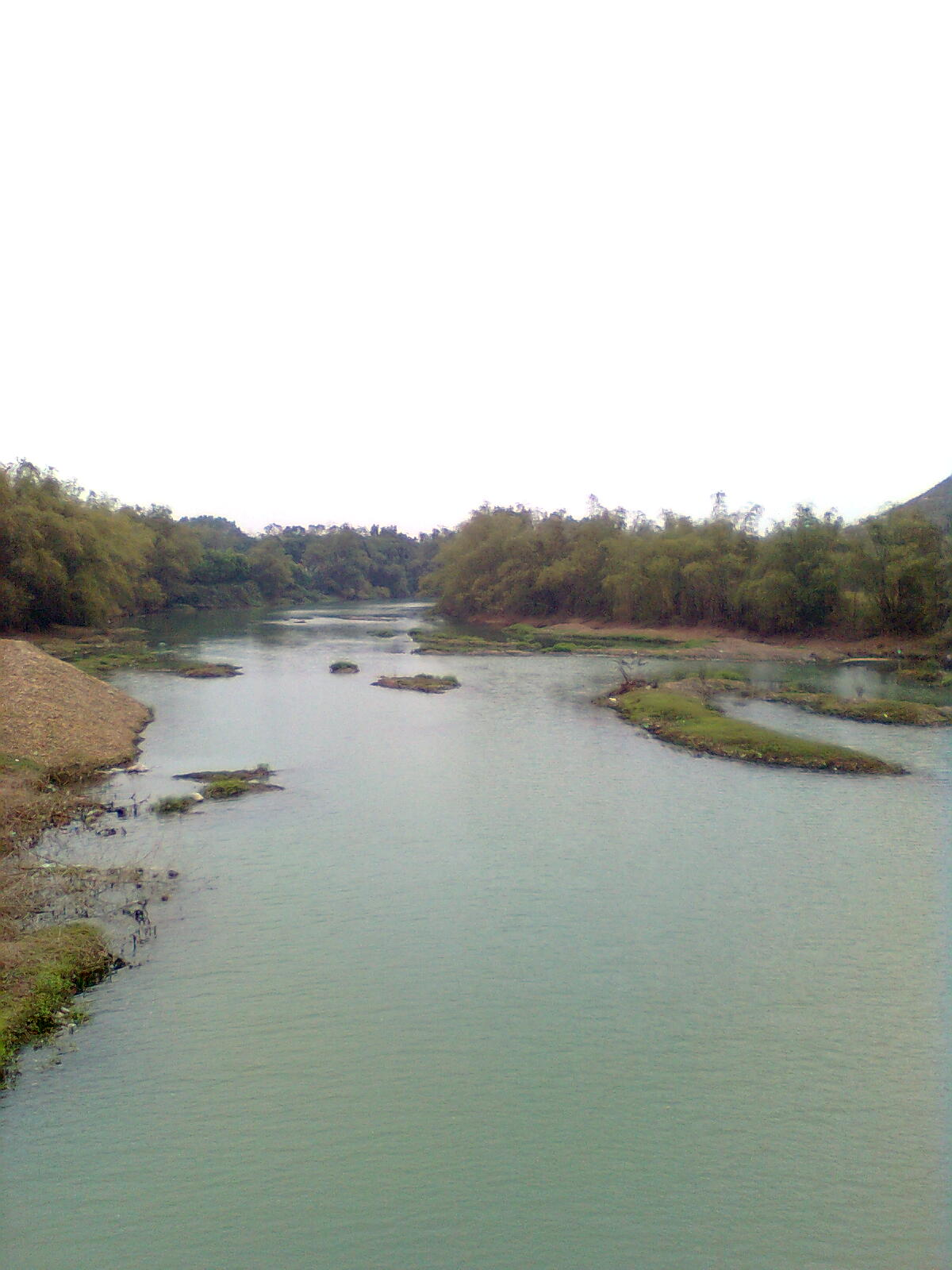
Dòng sông Công nhìn từ trên cầu treo về hạ nguồn
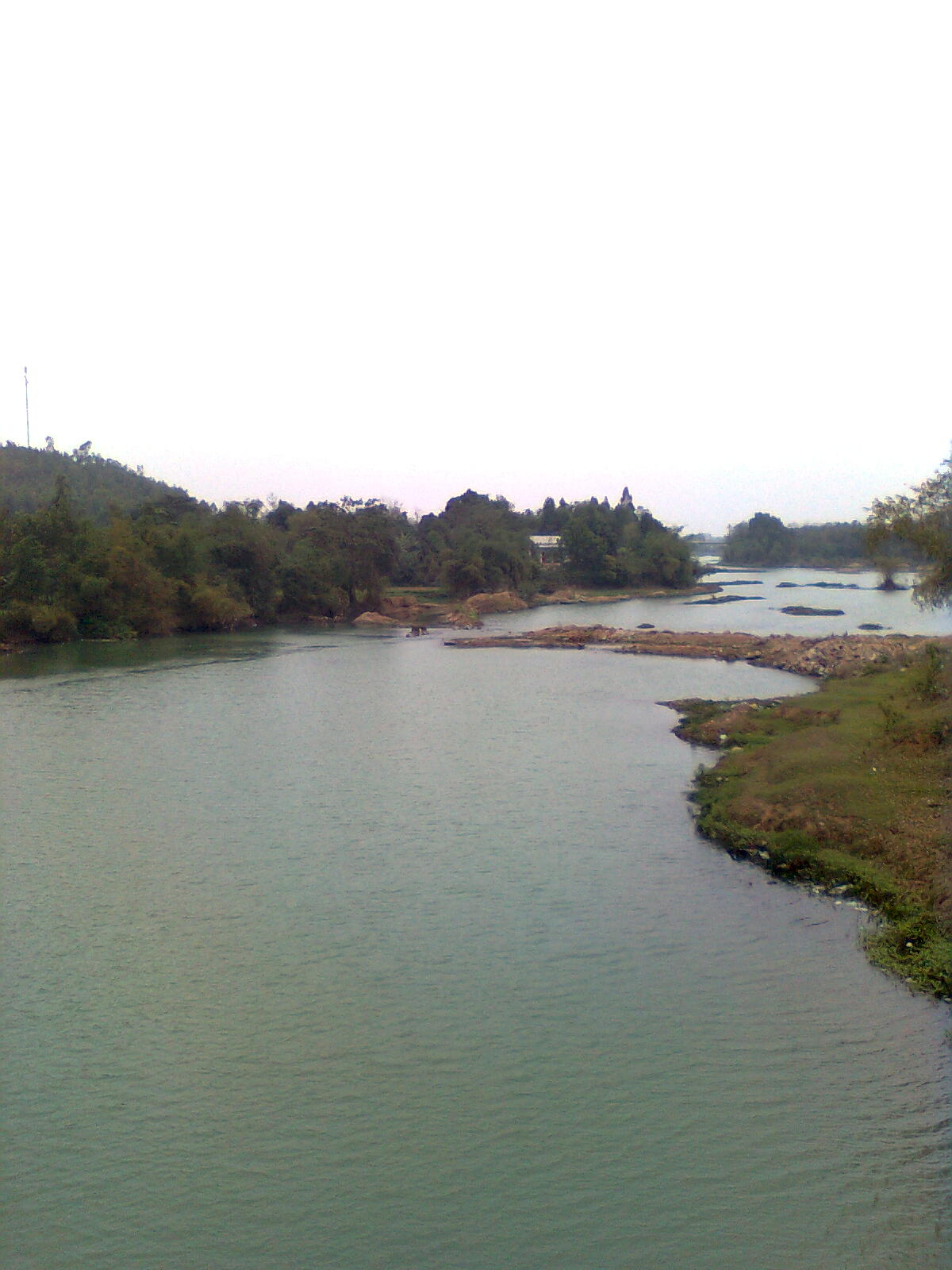
Dòng sông Công nhìn từ trên cầu treo về thượng nguồn
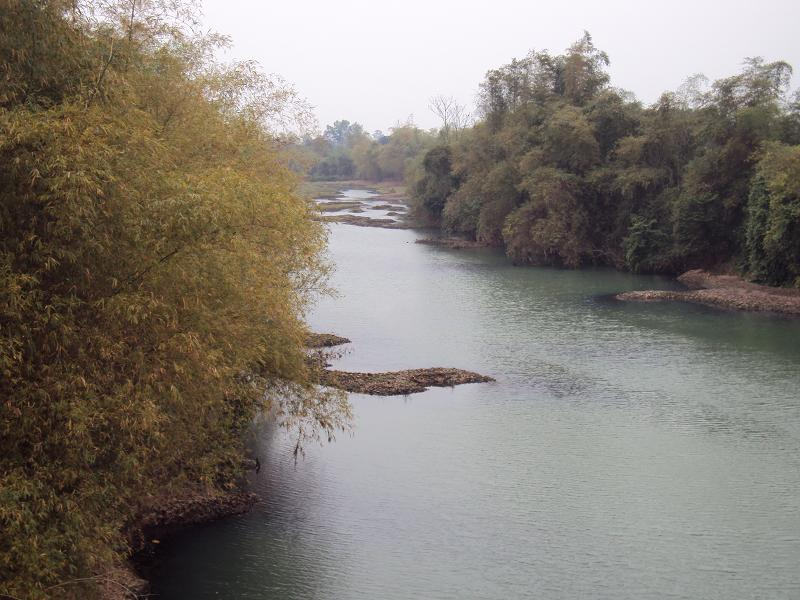
Sông Công 1
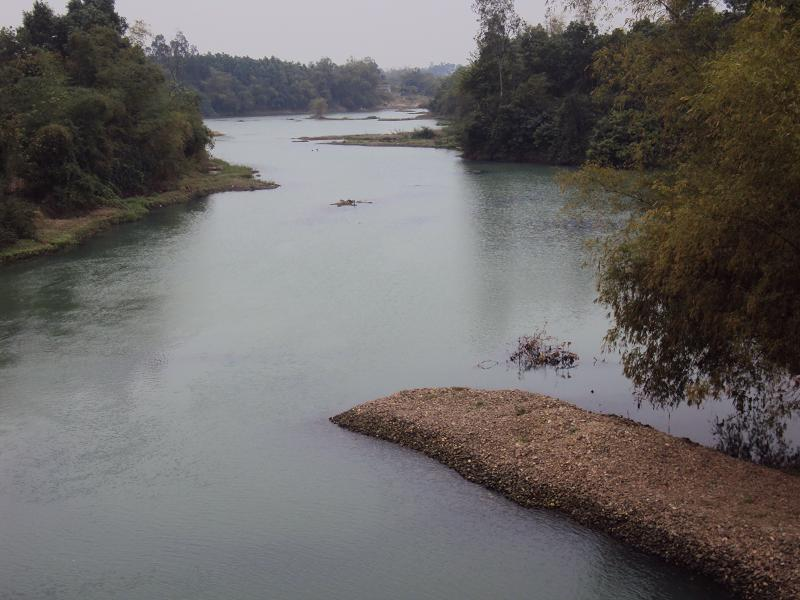
Sông Công 2